# Wojciech Zubala
Wojciech Andrzej Zubala (ur. 8 stycznia 1964 w Klarysewie) – polski malarz, fotografik i nauczyciel akademicki, profesor sztuk plastycznych, od 2012 prorektor Akademii Sztuk Pięknych w Warszawie.

## Życiorys
W 1989 ukończył studia na kierunku wzornictwo na ASP w Warszawie. W 1998 uzyskał kwalifikacje I stopnia, a w 2008 na Wydziale Malarstwa ASP w Warszawie stopień doktora habilitowanego sztuk plastycznych w dyscyplinie sztuki piękne. W 2015 prezydent RP Bronisław Komorowski nadał mu tytuł profesora sztuk plastycznych. Objął stanowisko profesora nadzwyczajnego w macierzystej uczelni. W 2012 został prorektorem do spraw studenckich ASP w Warszawie.